# 드라큘라 (2020년 드라마)
《드라큘라》(영어: Dracula)는 2020년 1월에 영국 BBC 채널과 넷플릭스에서 방영된 텔레비전 공포 드라마로, 브램 스토커의 소설 《드라큘라》의 영상화 작품이다. 총 3회 분량으로 구성되어 있으며, 영국에서는 2020년 1월 1일부터 1월 3일까지 한 편씩 방송되었다. 제작자는 마크 게이티스와 스티븐 모펏이고, 클레스 방이 드라큘라 백작 역을 맡았다.

## 출연진
- 클레스 방 - 드라큘라 백작
- 돌리 웰스 - 아가타 반 헬싱 / 조이 반 헬싱
- 존 헤퍼넌 - 조너선 하커
- 모피드 클라크 - 미나 하커
- 루이자 릭터 - 엘레나
- 조너선 에어리스 - 소콜로프 선장
- 사샤 다완 - 닥터 샤르마
- 네이선 스튜어트재럿 - 아디사
- 클라이브 러셀 - 발렌틴
- 캐서린 셸 - 발레리아 공작부인
- 패트릭 월시 맥브라이드 - 루트벤 경
- 유세프 케르쿠르 - 올가렌
- 나타샤 라드스키 - 마더
- 리디아 웨스트 - 루시 웨스턴라
- 매슈 비어드 - 잭 수어드
- 마크 게이티스 - 프랭크 렌필드
- 샤넬 크레스웰 - 캐슬린
- 린지 마셜 - 블록스햄
- 폴 브레넌 - 어빙 사령관
- 존 매크레이 - 제이
- 세라 나일스 - 멕
- 필 던스터 - 퀸시 모리스

## 에피소드
| 회차 | 제목                                   | 감독          | 각본                       | 방송날짜       |
| ---- | -------------------------------------- | ------------- | -------------------------- | -------------- |
| 1    | "괴물의 법칙" "The Rules of the Beast" | 조니 캠벨     | 마크 게이티스, 스티븐 모펏 | 2020년 1월 1일 |
| 2    | "피바다" "Blood Vessel"                | 데이먼 토머스 | 마크 게이티스, 스티븐 모펏 | 2020년 1월 2일 |
| 3    | "암흑의 나침반" "The Dark Compass"     | 폴 맥귀건     | 마크 게이티스, 스티븐 모펏 | 2020년 1월 3일 |